# Annabelle McIntyre
Annabelle Karri McIntyre (Perth, 12 de septiembre de 1996) es una deportista australiana que compite en remo.
Participó en dos Juegos Olímpicos de Verano, obteniendo una medalla de oro en Tokio 2020, en la prueba de cuatro sin timonel, y bronce en París 2024, en el dos sin timonel.
Ganó cinco medallas en el Campeonato Mundial de Remo entre los años 2018 y 2023.
En 2022 fue condecorada con la Medalla de la Orden de Australia (OAM).

## Palmarés internacional
| Juegos Olímpicos   | Juegos Olímpicos         | Juegos Olímpicos  | Juegos Olímpicos   |
| Año                | Lugar                    | Medalla           | Prueba             |
| ------------------ | ------------------------ | ----------------- | ------------------ |
| 2020               | Tokio (Japón)            | Medalla de oro    | Cuatro sin timonel |
| 2024               | París (Francia)          | Medalla de bronce | Dos sin timonel    |
| Campeonato Mundial |                          |                   |                    |
| Año                | Lugar                    | Medalla           | Prueba             |
| 2018               | Plovdiv (Bulgaria)       | Medalla de bronce | Ocho con timonel   |
| 2019               | Ottensheim (Austria)     | Medalla de plata  | Dos sin timonel    |
| 2019               | Ottensheim (Austria)     | Medalla de plata  | Ocho con timonel   |
| 2022               | Račice (República Checa) | Medalla de bronce | Cuatro sin timonel |
| 2023               | Belgrado (Serbia)        | Medalla de plata  | Dos sin timonel    |